# Kiss Them for Me
Kiss Them for Me é um filme estadunidense de 1957, do gênero comédia romântica, dirigido por Stanley Donen. 

## Sinopse
Três heróis de guerra da marinha se registram em um edifício de "férias" em São Francisco. Uma vez que eles conseguem enganar seu oficial de relações públicas, o trio começa uma festa selvagem com muitas meninas bonitas. 

## Elenco
- Cary Grant ...  Cmdr. Andy Crewson
- Jayne Mansfield ...  Alice Kratzner
- Leif Erickson ...  Eddie Turnbill
- Suzy Parker ...  Gwinneth Livingston
- Ray Walston ...  Lt. (j.g.) McCann